# Денежное дерево (рассказ)
«Денежное дерево» (англ. The Money Tree) — научно-фантастический рассказ американского писателя Клиффорда Саймака. Впервые опубликован в 1958 году. В приложении «Искатель» (№ 3, 1966) опубликован перевод на русский язык Александра Ге (псевдоним). Перевод Кира Булычёва впервые опубликован в 1972 г. Рассказ высмеивает жадных и беспринципных людей, готовых на всё ради богатства.

## Сюжет
На планету Земля прилетают пришельцы с далекой планеты (роллы), способные выращивать деревья, плодоносящие совершенно любыми предметами по желанию заказчика. Они помогают жителям других планет. Волей случая они терпят крушение возле загородной фермы главаря гангстеров Меткалфа, который убеждает их, что самой необходимой вещью для жителей Земли являются деньги. И пришельцы выращивают в его саду рощу деревьев, плодоносящих долларовыми купюрами, которые тот «распространяет среди подонков» («людей, не имеющих денег»). Но это случайно выясняет журналист-фотограф Дойл. В конце роллы улетают ночью, на выращенном звездолёте, разочаровавшись в человечестве. Дойл думает:
Роллы работали с растениями, как люди с металлами. Если они могли вырастить денежное дерево и послушную крапиву, то вырастить космический корабль для них не составляло большого труда.
«…»

Если бы им встретился не Меткалф, а кто-то другой, кто думает не только о долларах, теперь по всей земле могли бы расти рядами деревья и кусты, дающие человечеству всё, о чём оно мечтает, — средства от всех болезней, настоящие средства от бедности и страха. И может быть, многое другое, о чём мы ещё и не догадываемся. Но теперь они улетели в корабле, построенном двумя не поверившими Меткалфу роллами. Он продолжал путь, думая о том, что надежды человечества так и не сбылись, разрушенные жадностью и злобой.